# ЛГБТ-туризм

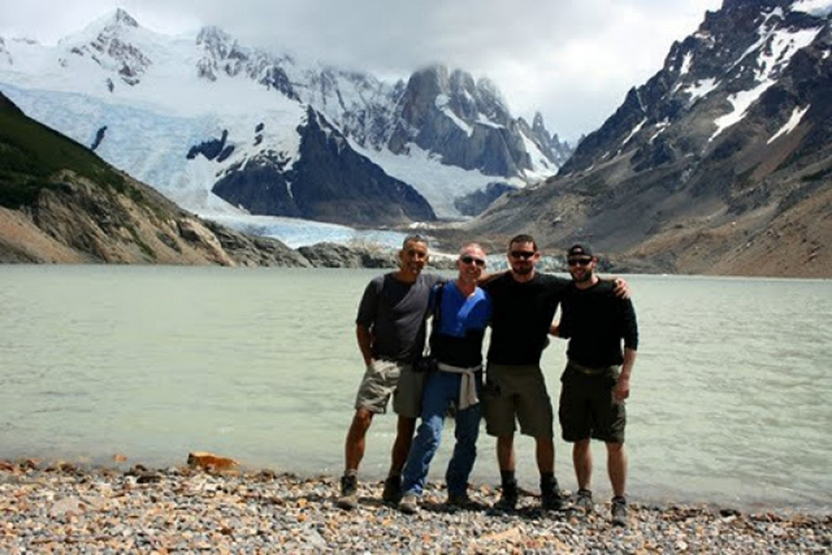
ЛГБТ-туристи в Аргентині.

Туризм для представників ЛГБТ-спільноти (гей-туризм, туризм для лесбійок, гомосексуальний туризм, транссексуальний туризм, бісексуальний туризм, ЛГБТ-туризм) — це різновид туризму, що ґрунтується на задоволенні рекреаційних потреб осіб гомосексуальної орієнтації. Припускає подорожі у країни і регіони, що є толерантними до сексуальних меншин. Гей-тури можуть організовуватися як самостійно, так і туристичними компаніями(як спеціалізованими, так і універсальними).
Категорія споживачів ЛГБТ, викликає суперечливі оцінки учасників туристичного ринку. Хтось вважає цю категорію сумнівною з точки зору просування туристичних продуктів, комусь вона здається абсолютно безперспективною, але є і ті, хто розглядає її як вдалу можливість для розвитку свого бізнесу.
За даними досліджень, проведених в США, витрати гей-туристів на подорожі в середньому на тисячу доларів перевищують витрати гетеросексуальних мандрівників. Згідно з інформацією іспанського Інституту Туризму (Turespaca), ЛГБТ-туристи на відпочинку витрачають на 30 % більше, ніж інші гості, в середньому близько 130€ щодня. І взагалі сексуальні меншини більше цікавляться подорожами, ніж люди гетеросексуальної орієнтації.
Про важливу роль сегмента ЛГБТ у розвитку туристичної діяльності свідчать також наступні цифри (дані по США):
- 97 % сексуальних меншин у минулому році вирушали у відпустку;
- 57 % сексуальних меншин вибирають дорогі тури;
- 37 % гомосексуальних пар, як мінімум, один раз у житті вирушили в тривалу подорож;
- 53 % гомосексуальних пар витрачають за час поїздки більш ніж $ 5 000 на людину.

Іспанські дослідники із Інституту Туризму (Turespaña) наводять такі відомості:
- У США подорожують 85 % геїв, проти 64 % гетеросексуального населення;
- У 2008 році 4,6 % американських туристів, що виїжджали за кордон, вибирали Іспанію;
- 42,1 % від загального числа німецьких туристів в 2008 році відвідали Іспанію;
- 45 % британських гей-туристів вибирають висококласні готелі.

Сьогодні світовими експертами визнані найкращі місця для відпочинку ЛГБТ-туристів: Іспанія (Ібіца, Барселона), США (Нью-Йорк, Сан-Франциско, Чикаго), Нідерланди (Амстердам), Австралія, Канада (Ванкувер), Ізраїль (Тель-Авів), Україна (Сімеїз) (ще з часів СРСР), та толерантний Непал.

## Напрямки ЛГБТ-туризму

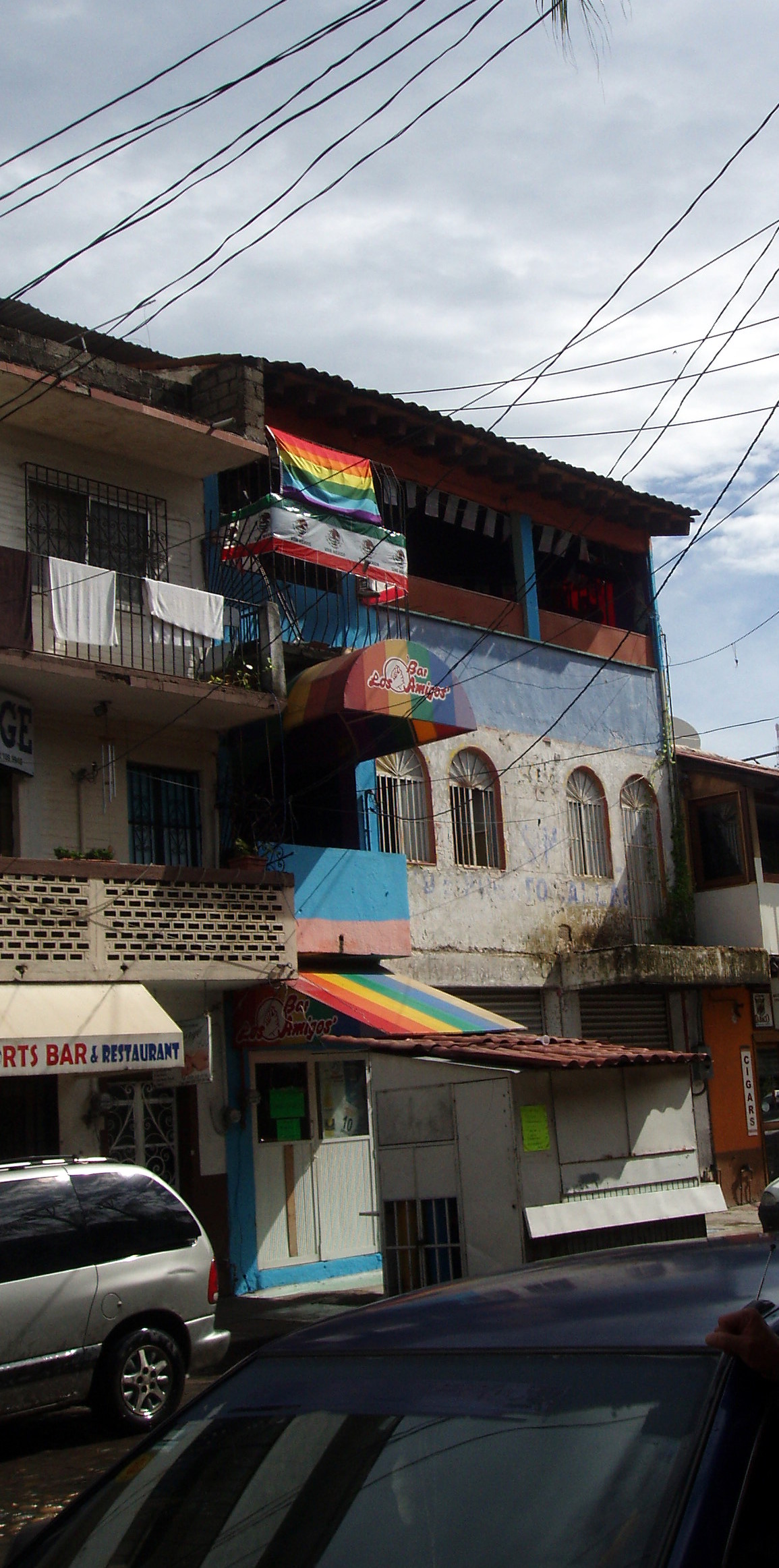
Типовий гей-клуб для ЛГБТ туристів — стара Пуерто-Вальярта, Мексика

Гей туристичні напрямки популярні серед практиків гей туризму, тому що вони, як правило, мають дозвільні або ліберальне ставленням до геїв, є видатна Гей-інфраструктура (бари, підприємства, ресторани, готелі, нічні клуби, розваги, ЗМІ, організації, тощо), можливість спілкуватися з іншими геями, і почуватися добре, щоб можна було безпечно розслабитися серед інших геїв.
Гей-туристичні напрямки — часто великі міста, хоча й не виключно, і часто збігаються з існуванням гей-кварталів. Ці муніципалітети часто працюють на активний розвиток своєї репутації як місця для ЛГБТ, куди можна поїхати, зазвичай, рівняючись на місцеві організації геїв. Тур-аналітики стверджують, що існування основи — Gay Friendlyмісцевого населення, найчастіше є основним каталізатором для розвитку гей-дружніх туристів.
Згідно Lonely Planet топ дружніх Gay Friendly місць у світі є:
1. Сан-Франциско, США;
2. Брайтон, Англія;
3. Амстердам, Нідерланди;
4. Берлін, Німеччина;
5. Пуерто-Вальярта, Мексика;
6. Нью-Йорк, США;
7. Ріо-де-Жанейро, Бразилія;
8. Прага, Чехія;
9. Бангкок, Таїланд.[7][8]

ЛГБТ-туризм може також збігатися з особливими гей подіями, такими, як щорічні гей-паради, гей-фестивалі сусідства; такими зібраннями ЛГБТ-спільнот, як гей хор фестивалі та концерти, гей кадриль-конвенції; спортивні гей-змагання, такі як: Гей-ігри, World Outgames, Гей-родео або Євроігри; конференції на національному та міжнародному гей-організаційному рівні. Гей-туризм квітне в ці пікові періоди.
ЛГБТ-індустрія туризму представляє планований річний прибуток у США $ 65 мільярдів на гей-русі тільки в США, відповідно до Community Marketing & Insights. Доросла ЛГБТ-спільнота має спільну економічну купівельну спроможність понад $ 600 мільярдів на рік, відповідно до Wietck Комбс. В дослідженні для Філадельфії, загальний маркетинг і Insights виявили, що на кожен долар, вкладений в ЛГБТ-туризм, $ 153 було повернуто в прямій економічній витраті в магазинах, готелях, ресторанах і визначних пам'ятках. З 2002 року стало історичним зростання гей маркетингу туризму. Напрямки, такі як Філадельфія, Даллас і Форт. Лодердейл займався спеціально ЛГБТ-кампанією туризму.
Філадельфія, Пенсільванія була першим місцем у світі для створення і поширення телевізійної реклами, спрямованої спеціально на практикуючих гей-туристів. Філадельфія була також першим місцем в експлуатаційному дослідженні, спрямованому на певний пункт призначення, щоб дізнатися про гей-подорожі в конкретному місті. Також, у Барселоні, Каталонія — є чи не негласною столицею ЛГБТ в ЄС.

## Фахівці Гей-туризму
Міжнародна туристична асоціація геїв і лесбійок (IGLTA) проводить щорічну всесвітню конвенцію та чотири симпозіуми в різних туристичних напрямках в усьому світі. [Архівовано 10 січня 2020 у Wayback Machine.] Кожен симпозіум привертає більше 100 представників турфірм та туристичних видань, що спеціалізуються на гей- та лесбі-ринку. Асоціація була заснована в 1983 році, і в даний час складає більше 2000 членів. Штаб-квартира знаходиться в Форт-Лодердейл, Флорида.International
«14-а Міжнародна конференція з гей- і лесбі-туризму» пройшла в Форт-Лодердейлі 11-13 грудня 2013 року. Конференція організують шляхом Community Marketing & Insights, дослідницького ринку ЛГБТ і комунікацій фірми.
З дев'яти випусків на рік, Passport Magazine в даний час є тільки одним лесбігеївським журналом подорожів, що в публікації в Сполучених Штатах. Він доступний на міжнародному рівні через iPad і Nook. Spartacus International та FunMaps of Maplewood, New Jersey сприяли гей- і лесбійському бізнесу з 1982 року та опублікували безкоштовно напрямки мап в друкованому та електронному вигляді більше 30 курортних зон і великих міст на всій території Сполучених Штатів і Канади. Кожна FunMap містить докладні карти вулиць, бізнес-довідники (готелі, бари, ресторани, магазини та сервісні), громадські ресурси, кураторів, повним реклами кольоровим дисплеєм і швидкі коди відповідей, кожен з яких вітає і запрошує геїв і лесбійок вирушити в тур. Один з геїв і лесбійок подорожі маркетологи Європи є Out Now Consulting.

## Сімейні подорожі ЛГБТ
У липні 2004 року Роза О'Доннелл запущений «R Сімейні Круїзи [Архівовано 17 вересня 2014 у Wayback Machine.]» перший круїз, який спеціально розроблений для цього і спрямований на ЛГБТ батьків з дітьми. Вони також розширюють пропозиції нонкурсову відпустку. Оскільки багато курортів ЛГБТ-френдлі та готелі не мають політики для дітей родин ЛГБТ, це обмежує варіанти подорожі (з усією родиною) у своєму співтоваристві зараз завдяки «R Сімейні Круїзи» у них тепер є більше варіантів.
На основі Вашингтонської Коаліції Сімейної Гордості [Архівовано 3 квітня 2022 у Wayback Machine.], що організовує сімейні свята на місцях, як Gay Friendly у: Провінстаун, Массачусетс.; Согетак, штат Мічиган.; і Disney World. «Сімейна Гордість» тепер співпрацює з «R Сімейною», щоб зробити Family Pride ще більшим з діяльністю для родин як: багаття на пляжі, пікніки, танці, карнавали, піратські вечірки і «R-aMAHzing Гонки».
По всій країні є і ЛГБТ табори, які допомагають сім'ям «боротися з їх незвичайними обставинами». Вони можуть слугувати свого роду терапією для сімей, таких як вони з іншими, де вони можуть знайти вирішення своїх проблем. Ці табори стають все більш популярними. Табори пропонують цікаві заходи, як плавання, верхова їзда, і багаття, але вони також пропонують семінари-довіри, уроки права та Програми соціальної справедливості — все це дуже важливі підношення ЛГБТ-спільноти.

## ЛГБТ події

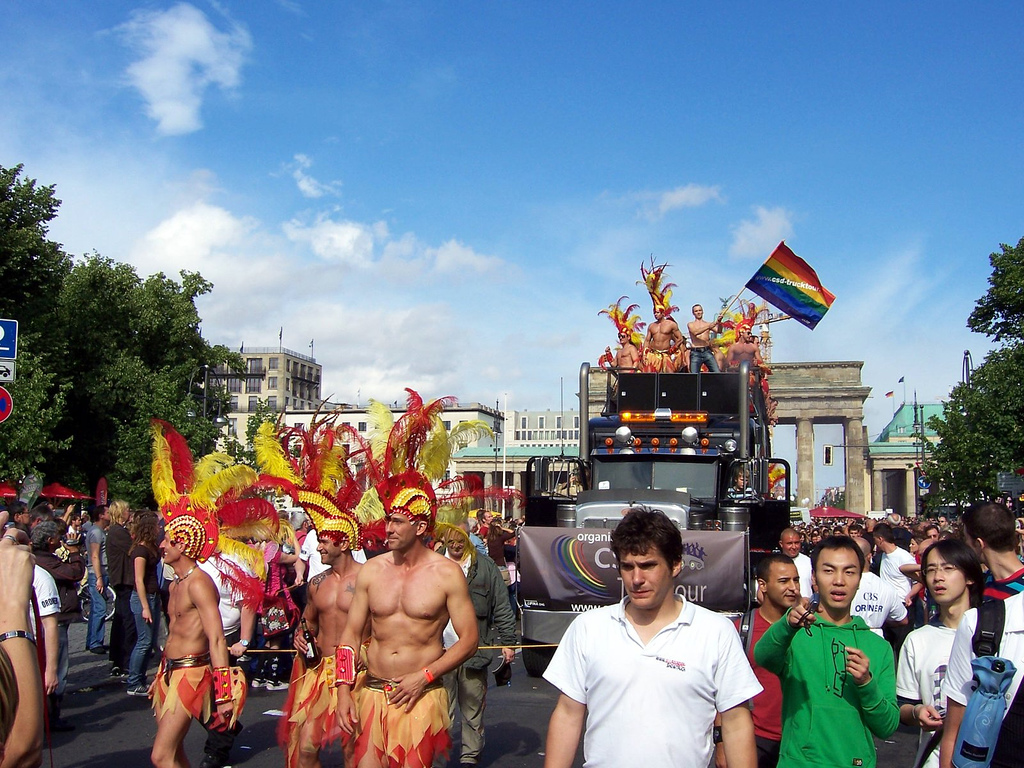
Berlin Pride

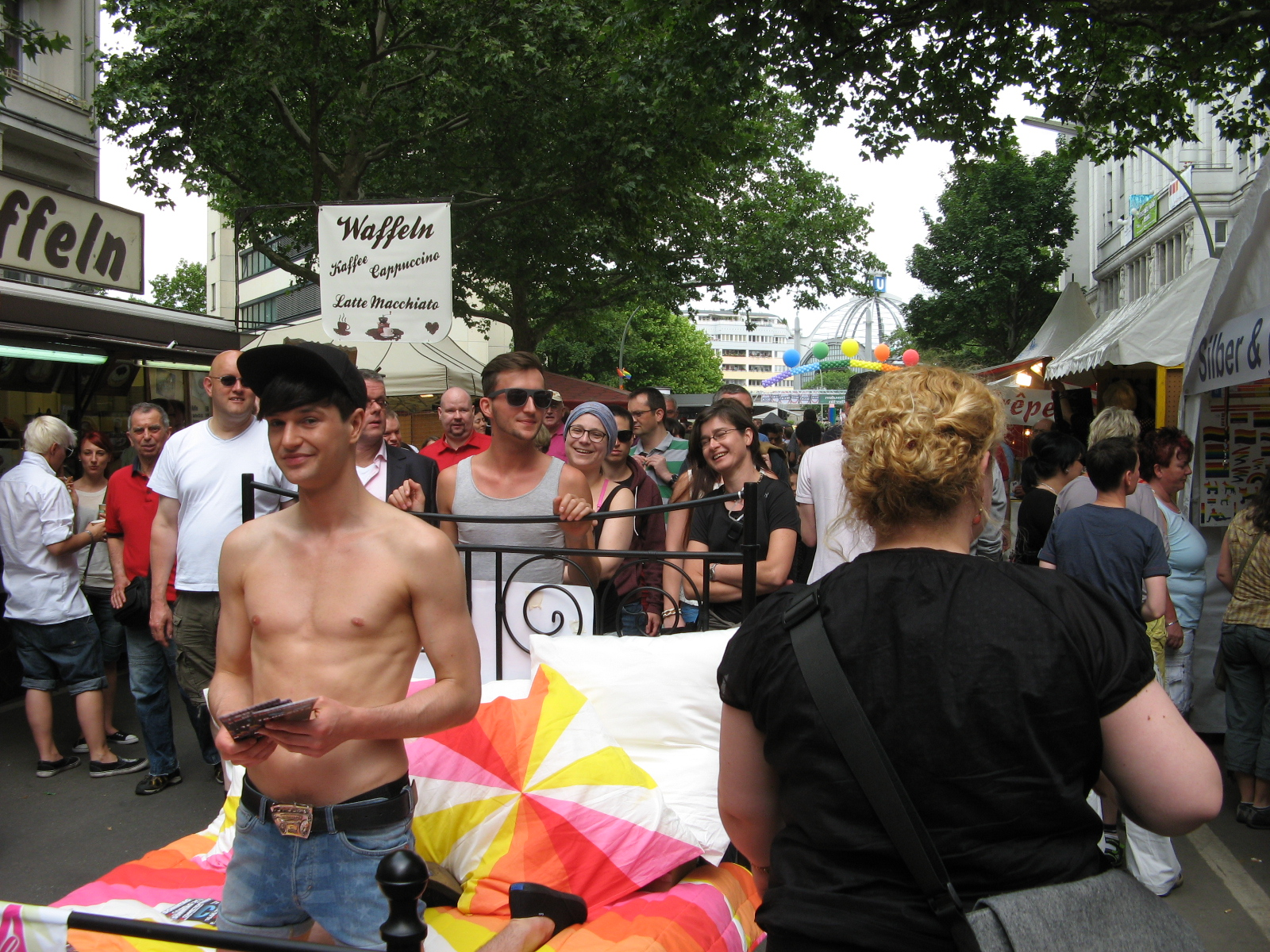
Lesbian and Gay City Festival, Берлін

За інформацією gaytravel.com [Архівовано 2 квітня 2022 у Wayback Machine.] в першу десятку найкращих гей-прайдів:
1. Сіднейський Mardi Gras,
2. Гей-парад каналами Амстердама,
3. Berlin Pride
4. Буенос-Айрес гей-захід,
5. Прайд в Сан-Франциско,
6. Лондона-прайд фестиваль,
7. Нью-Йорк-прайд,
8. Мадрид-прайд,
9. Монреаль-прайд,
10. Вихідні Дня пам'яті «Пенсакола».

Lesbian and Gay City Festival в Берліні почалася в 1993 році і близько 450 000—500 000 чоловік відвідують його щороку.
Ще слід відзначити двох з найбільших, але в унікальних категорії: Перший захід є найбільшою «неофіційною гей-подією», а другий є найбільшим безкоштовним гей-прайдом:
Gay Days at Disney World in Orlando, FL відбувається в перші вихідні в червні і є одним з найбільших неофіційних гей-подій у світі. Так Гей-Дні почалися тим, що близько 150 тисяч чоловік відвідують цю шестиденну подію, яка включає в себе "17 вечірок біля басейну, бізнес-ЕКСПО, коміксові конвенції, кінофестиваль А. Н. після закриття поїздок в водний Дісней-парк, майстер-класів живопису, річки алкоголю для дорослих, і 5 червня великої кульмінації: від 20000 до 30000 лесбійок, геїв, і членів їх сімей та друзів спускаються до Disney World, всі одягнені в червоні сорочки, щоб показати свою присутність.
Seattle Pridefest відбувається в останні вихідні червня, є найбільшим безкоштовним прайд-фестивалем в країні. Він включає в себе Прайд-фест на Капітолійському пагорбі, який має відкриті етапи, дитячі зони, які мають сімейні розваги, поки 6 вечорів-подій після 6 вечорів до 21 років і старше. Тоді в неділю є Gay Pride Parade, який проходить через міста Сієтлу і закінчується на більшому фестивалю в Seattle Center. Він включає в себе "4 етапи, світового класу розваг, заходів для ЛГБТ-спільноти, і тисячі відвідувачів (SeattlePridefest [Архівовано 20 вересня 2014 у Wayback Machine.]).
Будь ласка, зверніться до Списку ЛГБТ подій для переліку та дат гей-прайдів.